# Türkan Məmmədyarova
Türkan Həmid qızı Məmmədyarova (ur. 7 sierpnia 1989 w Sumgaicie) – azerska szachistka, arcymistrzyni od 2007 roku.

## Kariera szachowa
Pochodzi z rodziny o szachowych tradycjach, jej brat Şəhriyar (ur. 1985) jest czołowym szachistą świata, a starsza siostra – Zeynəb (ur. 1983) – również posiada tytuł arcymistrzyni.
Wielokrotnie reprezentowała Azerbejdżan na mistrzostwach świata i Europy juniorek w różnych kategoriach wiekowych, dwukrotnie zdobywając medale: złoty (Peñiscola 2002 – ME do 14 lat) oraz srebrny (Kallithea 2003 – MŚ do 14 lat). W latach 2002 i 2008 uczestniczyła w szachowych olimpiadach, natomiast w 2003, 2007 i 2009 – na drużynowych mistrzostwach Europy.
Odniosła szereg sukcesów w finałach indywidualnych mistrzostw Azerbejdżanu, w latach 2002 (dz. II-III m.), 2003 (I m.), 2007 (II m.), 2009 (III m.), 2010 (dz. I-II m.), 2011 (dz. I-II m.) oraz 2012 (I m.). Była również mistrzynią kraju juniorek do 20 lat (2003). W 2005 r. zwyciężyła w jednej z festiwalowych grup turnieju Corus w Wijk aan Zee. W tym samym roku, podczas rozgrywanych w Stambule mistrzostw świata juniorek do 20 lat wypełniła pierwszą normę na tytuł arcymistrzyni (w turnieju tym zajęła IV miejsce). Kolejne dwie wypełniła podczas otwartych turniejów w Stambule i Abu Zabi w 2006 roku.
Najwyższy ranking w dotychczasowej karierze osiągnęła 1 marca 2011 r., z wynikiem 2322 punktów zajmowała wówczas 3. miejsce wśród azerskich szachistek.